# María Josefa Barrios y Aparicio
María Josefa Barrios y Aparicio (1878-1959) fue la tercera hija del matrimonio de Justo Rufino Barrios y Francisca Aparicio. Al igual que sus hermanas, participó en las tertulias literarias que eran frecuentes en su casa.
En el inventario del Museo del Prado, en Madrid, se encuentra una hermosa estatuilla rococó de Albert Carrier Belleuse, como un legado de María Josefa.
Se casó en junio de 1916 con el oficial del Ejército Tomás Terrazas y Azpeitia, marqués de la Ensenada. Terrazas y Azpetia, el IV marqués de la Ensenada, heredó el título de sus antepasados y murió en 1923.
María Josefa vivió 36 años más y falleció el 11 de abril de 1959. Fue la última descendiente directa de la familia.
María Josefa, además del título de marquesa de la Ensenada, recibió el de IV marquesa de Vista Bella, debido a que sucedió a su hermana mayor, Elena, tras las muerte de ésta.